# Liste der Kulturgüter in Läufelfingen
Die Liste der Kulturgüter in Läufelfingen enthält alle Objekte in der Gemeinde Läufelfingen im Kanton Basel-Landschaft, die gemäss der Haager Konvention zum Schutz von Kulturgut bei bewaffneten Konflikten, dem Bundesgesetz vom 20. Juni 2014 über den Schutz der Kulturgüter bei bewaffneten Konflikten sowie der Verordnung vom 29. Oktober 2014 über den Schutz der Kulturgüter bei bewaffneten Konflikten unter Schutz stehen.
Objekte der Kategorien A und B sind vollständig in der Liste enthalten, Objekte der Kategorie C fehlen zurzeit (Stand: 1. Januar 2023).

## Kulturgüter
| Foto | | Objekt                                                                        | Kat. | Typ | Standort                                  | Beschreibung |
| ---- | --- | ----------------------------------------------------------------------------- | ---- | --- | ----------------------------------------- | ------------ |
| ja   | Datei hochladen · Wikidata zu Ruine Homburg (Q2175325)                                                    | Burgruine Neu-Homburg KGS-Nr.: 01443                                          | A    | F   | 631432 / 250320                           |              |
| ja   | Datei hochladen · Wikidata zu Evangelische-reformierte Kirche mit Pfarrhaus und Sigristenhaus (Q29678483) | Evangelisch-reformierte Kirche mit Pfarrhaus und Sigristenhaus KGS-Nr.: 01444 | B    | G   | Ramsachstrasse 41, 39, 40 631770 / 249760 |              |